# 3477 Kazbegi
3477 Kazbegi eller 1979 KH är en asteroid i huvudbältet som upptäcktes den 19 maj 1979 av den danske astronomen Richard West vid La Silla-observatoriet. Den är uppkallad efter berget Kazbek.
Asteroiden har en diameter på ungefär 6 kilometer och den tillhör asteroidgruppen Vesta.